# 레오노르 실베이라
레오노르 실베이라(Leonor Silveira, 1970년 10월 28일 ~ )는 포르투갈의 배우이다.

## 영화
- 올 더 데드 원스 (2020년) - 도나 로밀다 역
- 존 프롬 (2015년)
- 게보 앤 더 섀도우 (2012년)
- 안젤리카의 이상한 사건 (2010년)
- 금발 소녀의 기벽 (2009년)
- 크리스토퍼 콜롬버스 - 이니그마 (2007년)
- 마법의 거울 (2005년)
- 토킹 픽처 (2003년)
- 불확실성의 원리 (2002년)
- 나의 어린 시절 뽀르또 (2001년)
- 나는 집으로 간다 (2001년)
- 말과 유토피아 (2000년)
- 편지 (1999년)
- 불안 (1998년)
- 세계의 시초로의 여행 (1998년)
- 포르투 산투 (1997년)
- 파티 (1996년)
- 수도원 (1995년)
- 아브라함 계곡 (1993년)
- 신곡 (1991년)
- 헛된 영광 (1990년)
- 카니바이슈 (1988년)